# Teresa Maria Anna di Schleswig-Holstein-Sonderburg-Wiesenburg
Teresa Maria Anna di Schleswig-Holstein-Sonderburg-Wiesenburg (Vienna, 19 dicembre 1713 – Oettingen in Bayern, 14 luglio 1745) è stata principessa consorte di Oettingen-Spielberg dal 1737 al 1745, come moglie di Giovanni Aloisio I.

## Biografia

### Infanzia
Era la prima figlia di Leopoldo di Schleswig-Holstein-Sonderburg-Wiesenburg e Maria Elisabetta del Liechtenstein (1683–1744). 
Era una bambina di indole buona e gentile e crescendo divenne una splendida adolescente, affezionata alla sorella Eleonora.

### Matrimonio
Il 23 maggio 1735 si sposò a Wetzdorf con il principe Giovanni Aloisio I di Oettingen-Spielberg (1707-1780). La coppia fu felice. Nel 1737,  Giovanni Ludovico succedette a suo padre come principe regnante.

### Ultimi anni e morte
Venne descritta come bella e devota; era molto presente nella crescita delle sue figlie e fu sempre accanto al marito nel momento del bisogno. 
Teresa Maria Anna morì di parto il 14 luglio 1745, mentre suo marito visse fino al 1780 senza risposarsi. Lo stemma del matrimonio della coppia è visibile nella chiesa del castello di Spielberg.

## Discendenza
Teresa Maria Anna di Schleswig-Holstein-Sonderburg-Wiesenburg e Giovanni Aloisio I di Oettingen-Spielberg ebbero tre figlie:
- Principessa Maria Leopoldina (Oettingen in Bayern, 28 novembre 1741 - Vienna, 28 febbraio 1795), il 12 gennaio 1761 sposò Ernst Christoph von Kaunitz-Rietberg (1737-1797), con cui ebbe una figlia:[2]
  - Contessa Maria Eleonore (Vienna, 1⁰ ottobre 1775 - Parigi, 19 marzo 1825), sposò Klemens von Metternich (1773-1859).
- Principessa Maria Carlotta Filippina (nata e morta il 14 marzo 1743);[1]
- Principessa Maria Eleonora (1745-1812), assieme al marito Carlo Borromeo del Liechtenstein (1730-1789) ebbe sette figli.

## Ascendenza
|                                                                    |                                                 |                                                     | Genitori                                                       |  |  | Nonni |  |  | Bisnonni                                                              |  |  | Trisnonni                                               |  |
|                                                                    |                                                 |                                                     |                                                                |  |  |       |  |  | 8. Philipp Ludwig, I duca di Schleswig-Holstein-Sonderburg-Wiesenburg |  |  | 16. Alexander, II duca di Schleswig-Holstein-Sonderburg |  |
|                                                                    |                                                 |                                                     |                                                                |  |  |       |  |  | 8. Philipp Ludwig, I duca di Schleswig-Holstein-Sonderburg-Wiesenburg |  |  | 16. Alexander, II duca di Schleswig-Holstein-Sonderburg |  |
|                                                                    |                                                 | 17. Dorothea von Schwarzburg-Sondershausen          |                                                                |  |  |       |  |  | 8. Philipp Ludwig, I duca di Schleswig-Holstein-Sonderburg-Wiesenburg |  |  |                                                         |  |
| 4. Friedrich, II duca di Schleswig-Holstein-Sonderburg-Wiesenburg  |                                                 |                                                     |                                                                |  |  |       |  |  | 8. Philipp Ludwig, I duca di Schleswig-Holstein-Sonderburg-Wiesenburg |  |  |                                                         |  |
|                                                                    |                                                 | 9. Anna Margarete von Hessen-Homburg                | 18. Friedrich I, langravio d'Assia-Homburg                     |  |  |       |  |  |                                                                       |  |  |                                                         |  |
|                                                                    |                                                 | 9. Anna Margarete von Hessen-Homburg                | 18. Friedrich I, langravio d'Assia-Homburg                     |  |  |       |  |  |                                                                       |  |  |                                                         |  |
|                                                                    |                                                 | 9. Anna Margarete von Hessen-Homburg                | 19. Margarete Elisabeth von Leiningen-Westerburg               |  |  |       |  |  |                                                                       |  |  |                                                         |  |
| 2. Leopold, III duca di Schleswig-Holstein-Sonderburg-Wiesenburg   |                                                 | 9. Anna Margarete von Hessen-Homburg                |                                                                |  |  |       |  |  |                                                                       |  |  |                                                         |  |
|                                                                    |                                                 | 10. Chrystian, duca di Legnica-Brzeg-Wołów-Oława    | 20. Jan Chrystian, duca di Legnica-Brzeg                       |  |  |       |  |  |                                                                       |  |  |                                                         |  |
|                                                                    |                                                 | 10. Chrystian, duca di Legnica-Brzeg-Wołów-Oława    | 20. Jan Chrystian, duca di Legnica-Brzeg                       |  |  |       |  |  |                                                                       |  |  |                                                         |  |
|                                                                    |                                                 | 10. Chrystian, duca di Legnica-Brzeg-Wołów-Oława    | 21. Dorothea Sibylle von Brandenburg                           |  |  |       |  |  |                                                                       |  |  |                                                         |  |
| 5. Karolina, duchessa di Legnica-Brzeg-Wołów-Oława                 |                                                 | 10. Chrystian, duca di Legnica-Brzeg-Wołów-Oława    |                                                                |  |  |       |  |  |                                                                       |  |  |                                                         |  |
|                                                                    |                                                 | 11. Luise von Anhalt-Dessau                         | 22. Johann Kasimir, principe di Anhalt-Dessau                  |  |  |       |  |  |                                                                       |  |  |                                                         |  |
|                                                                    |                                                 | 11. Luise von Anhalt-Dessau                         | 22. Johann Kasimir, principe di Anhalt-Dessau                  |  |  |       |  |  |                                                                       |  |  |                                                         |  |
|                                                                    |                                                 | 11. Luise von Anhalt-Dessau                         | 23. Agnes von Hessen-Kassel                                    |  |  |       |  |  |                                                                       |  |  |                                                         |  |
| 1. Theresa Maria Anna von Schleswig-Holstein-Sonderburg-Wiesenburg |                                                 | 11. Luise von Anhalt-Dessau                         |                                                                |  |  |       |  |  |                                                                       |  |  |                                                         |  |
|                                                                    | 12. Karl Eusebius, II principe di Liechtenstein | 24. Karl I, I principe di Liechtenstein             |                                                                |  |  |       |  |  |                                                                       |  |  |                                                         |  |
|                                                                    | 12. Karl Eusebius, II principe di Liechtenstein | 24. Karl I, I principe di Liechtenstein             |                                                                |  |  |       |  |  |                                                                       |  |  |                                                         |  |
|                                                                    | 12. Karl Eusebius, II principe di Liechtenstein | 25. Anna Marie Šemberová z Boskovic a Černé Hory    |                                                                |  |  |       |  |  |                                                                       |  |  |                                                         |  |
| 6. Johann Adam I Andreas, III principe di Liechtenstein            | 12. Karl Eusebius, II principe di Liechtenstein |                                                     |                                                                |  |  |       |  |  |                                                                       |  |  |                                                         |  |
|                                                                    |                                                 | 13. Johanna Beatrix von Dietrichstein-Nikolsburg    | 26. Maximilian, II principe di Dietrichstein-Nikolsburg        |  |  |       |  |  |                                                                       |  |  |                                                         |  |
|                                                                    |                                                 | 13. Johanna Beatrix von Dietrichstein-Nikolsburg    | 26. Maximilian, II principe di Dietrichstein-Nikolsburg        |  |  |       |  |  |                                                                       |  |  |                                                         |  |
|                                                                    |                                                 | 13. Johanna Beatrix von Dietrichstein-Nikolsburg    | 27. Anna Maria von Liechtenstein                               |  |  |       |  |  |                                                                       |  |  |                                                         |  |
| 3. Maria Elisabeth von Liechtenstein                               |                                                 | 13. Johanna Beatrix von Dietrichstein-Nikolsburg    |                                                                |  |  |       |  |  |                                                                       |  |  |                                                         |  |
|                                                                    |                                                 | 14. Ferdinand Joseph, III principe di Liechtenstein | 28. Maximilian, II principe di Dietrichstein-Nikolsburg (= 26) |  |  |       |  |  |                                                                       |  |  |                                                         |  |
|                                                                    |                                                 | 14. Ferdinand Joseph, III principe di Liechtenstein | 28. Maximilian, II principe di Dietrichstein-Nikolsburg (= 26) |  |  |       |  |  |                                                                       |  |  |                                                         |  |
|                                                                    |                                                 | 14. Ferdinand Joseph, III principe di Liechtenstein | 29. Anna Maria von Liechtenstein (= 27)                        |  |  |       |  |  |                                                                       |  |  |                                                         |  |
| 7. Edmunda Maria von Dietrichstein-Nikolsburg                      |                                                 | 14. Ferdinand Joseph, III principe di Liechtenstein |                                                                |  |  |       |  |  |                                                                       |  |  |                                                         |  |
|                                                                    |                                                 | 15. Maria Elisabeth von Eggenberg                   | 30. Johann Anton I, II principe di Eggenberg                   |  |  |       |  |  |                                                                       |  |  |                                                         |  |
|                                                                    |                                                 | 15. Maria Elisabeth von Eggenberg                   | 30. Johann Anton I, II principe di Eggenberg                   |  |  |       |  |  |                                                                       |  |  |                                                         |  |
|                                                                    |                                                 | 15. Maria Elisabeth von Eggenberg                   | 31. Anna Maria von Brandenburg-Bayreuth                        |  |  |       |  |  |                                                                       |  |  |                                                         |  |
|                                                                    |                                                 | 15. Maria Elisabeth von Eggenberg                   |                                                                |  |  |       |  |  |                                                                       |  |  |                                                         |  |